# Thais (film 1917 Stati Uniti d'America)
Thais è un film del 1917 diretto da Hugo Ballin e Frank Hall Crane. Era tratto dal romanzo Taide di Anatole France e veniva accompagnato in sala dalle musiche di Jules Massenet. Il film era interpretato da Mary Garden, una famosa cantante d'opera interprete della Thais all'Opera Comique di Parigi .
Per una curiosa coincidenza nello stesso anno venne prodotto in Italia un Thaïs diretto da Anton Giulio Bragaglia. L'analogia comunque è solo nel titolo: mentre questa pellicola è essenzialmente un tentativo di trasporre sullo schermo l'opera di Massenet, il film di Bragaglia si inserisce nel filone del cinema sperimentale futurista e non ha nulla a che vedere con il musicista francese.

## Trama
Paphnutius, un giovane alessandrino, è catturato dal fascino e dalla bellezza della cortigiana Thais. Mentre esce dalla casa di Thais, viene aggredito da un rivale geloso e, nel cercare di difendersi, lo colpisce. Paphnutius, che ha studiato le dottrine del primo cristianesimo, è in preda ai rimorsi e fugge nel deserto, a cercare una colonia di cristiani dove rifugiarsi.

## Produzione
Girato in Florida all'Anastasia Island e a St. Augustine oltre che negli studi della Goldwyn nel New Jersey, il film venne prodotto dalla Goldwyn Pictures Corporation.

## Distribuzione
Fu distribuito dalla Goldwyn Pictures Corporation che lo fece uscire nelle sale USA il 30 dicembre 1917. In Portogallo, il film fu presentato il 27 dicembre 1921.